# Apricot Stone
Chansons représentant l'Arménie au Concours Eurovision de la chanson
Jan Jan
(2009) Boom Boom
(2011)
Apricot Stone (en français Noyau d'abricot) est la chanson représentant l'Arménie au Concours Eurovision de la chanson 2010. Elle est interprétée par Eva Rivas.

## Eurovision
La chanson est sélectionnée à la fin d'une émission de télévision de présentation de neuf chansons le 14 février 2010 ; elle est deuxième du jury et premier du télévote.
Elle est écrite par deux auteurs-compositeurs ayant déjà participé au Concours Eurovision : Armen Martirosyan, compositeur de Without Your Love, la chanson représentant l'Arménie en 2006, la toute première, et Karen Kavaleryan, paroliers de six chansons pour cinq pays orientaux. L'arrangement est d'Ara Torosyan.
L'abricot est un emblème national arménien,.
La chanson met en avant le duduk, hautbois fait en bois d'abricotier. Il sera présent sur scène grâce à Djivan Gasparyan, alors âgé de 83 ans.
La chanson est d'abord présentée lors de la deuxième demi-finale le jeudi 27 mai 2010. Elle est la deuxième de la soirée, suivant Eastern European Funk interprétée par InCulto pour la Lituanie et précédant Milim interprétée par Harel Skaat pour Israël.
Sur scène, un noyau d'abricot est placé derrière Eva Rivas, il y a aussi une cascade artificielle. Pendant le spectacle, un danseur s'approche de la cascade avec un vase puis arrose le noyau d'abricot. Il s'ouvre alors et fait apparaître un petit abricotier qui ne cessé de pousser jusqu'à la fin du numéro de scène. La chanteuse est aussi accompagnée de trois choristes. La scène est également éclairée en orange et entourée de rideaux sombres. Des effets de fumée sont utilisés, s'adaptant à l'atmosphère douce et mystique de la chanson. Dans la dernière partie de la répétition, les effets pyrotechniques sont données. Ils se composent de flammes simples apparaissant le long des bords de la scène.
À la fin des votes, elle obtient 83 points et finit sixième sur dix-sept participants. Elle fait partie des dix premières chansons qualifiées pour la finale.
Lors de la finale, la chanson est la vingt-et-unième de la soirée, suivant Lost and Forgotten interprétée par Peter Nalitch and Friends pour la Russie et précédant Satellite interprétée par Lena Meyer-Landrut pour l'Allemagne.
À la fin des votes, elle obtient 141 points et finit à la septième place sur vingt-cinq participants.

### Points attribués à l'Arménie lors de la première demi-finale
| 12 points         | 10 points                       | 8 points             | 7 points | 6 points   |
| ----------------- | ------------------------------- | -------------------- | -------- | ---------- |
| - Chypre - Israël | - Géorgie - Pays-Bas - Roumanie | - Bulgarie - Ukraine |          |            |
| 5 points          | 4 points                        | 3 points             | 2 points | 1 point    |
| - Suède           | - Turquie                       | - Suisse             |          | - Lituanie |

### Points attribués à l'Arménie lors de la finale
| 12 points                    | 10 points               | 8 points             | 7 points                                | 6 points                                           |
| ---------------------------- | ----------------------- | -------------------- | --------------------------------------- | -------------------------------------------------- |
| - Israël - Pays-Bas - Russie | - Géorgie               | - Bulgarie - Espagne | - Allemagne - Belgique - Chypre - Grèce | - France - Moldavie - Roumanie - Turquie - Ukraine |
| 5 points                     | 4 points                | 3 points             | 2 points                                | 1 point                                            |
| - Biélorussie - Pologne      | - Macédoine - Slovaquie |                      |                                         | - Lettonie - Serbie - Suède                        |

## Polémique
Aussitôt sélectionnée, Apricot Stone est accusée d'évoquer le génocide arménien et donc d'être une chanson au message politique.